# جبيت

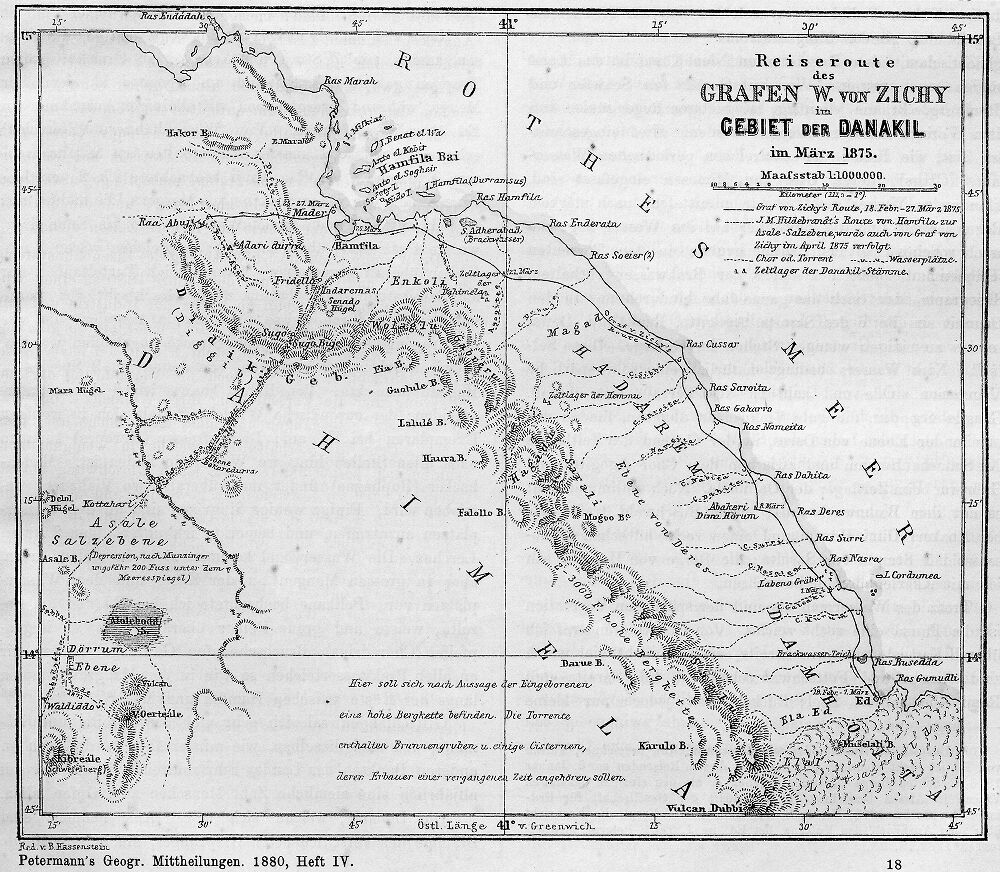
جبيت 1875

جبيت مدينة تقع في ولاية البحر الأحمر بشرق السودان وتبعد عن الخرطوم العاصمة بحوالي 726 كيلومتر (473.48 ميل) وعن مدينة بورتسودان بحوالي 100 كيلومتر علي ارتفاع 792 متر (2600 قدم) فوق سطح البحر، وهي محطة رئيسية في خط السكة الحديدية بين الخرطوم وميناء بورتسودان كما توجد بها مدارس ومعاهد تدريب عسكرية ومناجم تعدين.

## سبب التسمية
تباينت الآراء حول معنى كلمة «جَبَيت» أو «قبيت» (يُنطق الاسم أحيانا بالقاف السودانية أو اليمنية). فهناك من يرى بأن اللفظ مقتبس من كلمة نبق وهو ثمار شجرة السدر المنتشرة في أجزاء كثيرة من مناطق السودان. ويعتقد آخرون بأن الاسم يرجع إلى خور قباتيب بالبلدة وثمة من يقول بأن الاسم مشتق من كلمة قِبا وتشير باللغة المحلية بالمنطقة إلى حالة الشبع، ورأي آخر سعى إلى بحث الاسم في لفظ قَبئيت 
من الفعل قَبآ باللغة نفسها بمعنى أصبح، وقبئيت أصبحت أي المكان أصبح أهلاً للسكنى.

## أهمية البلدة وتطورها

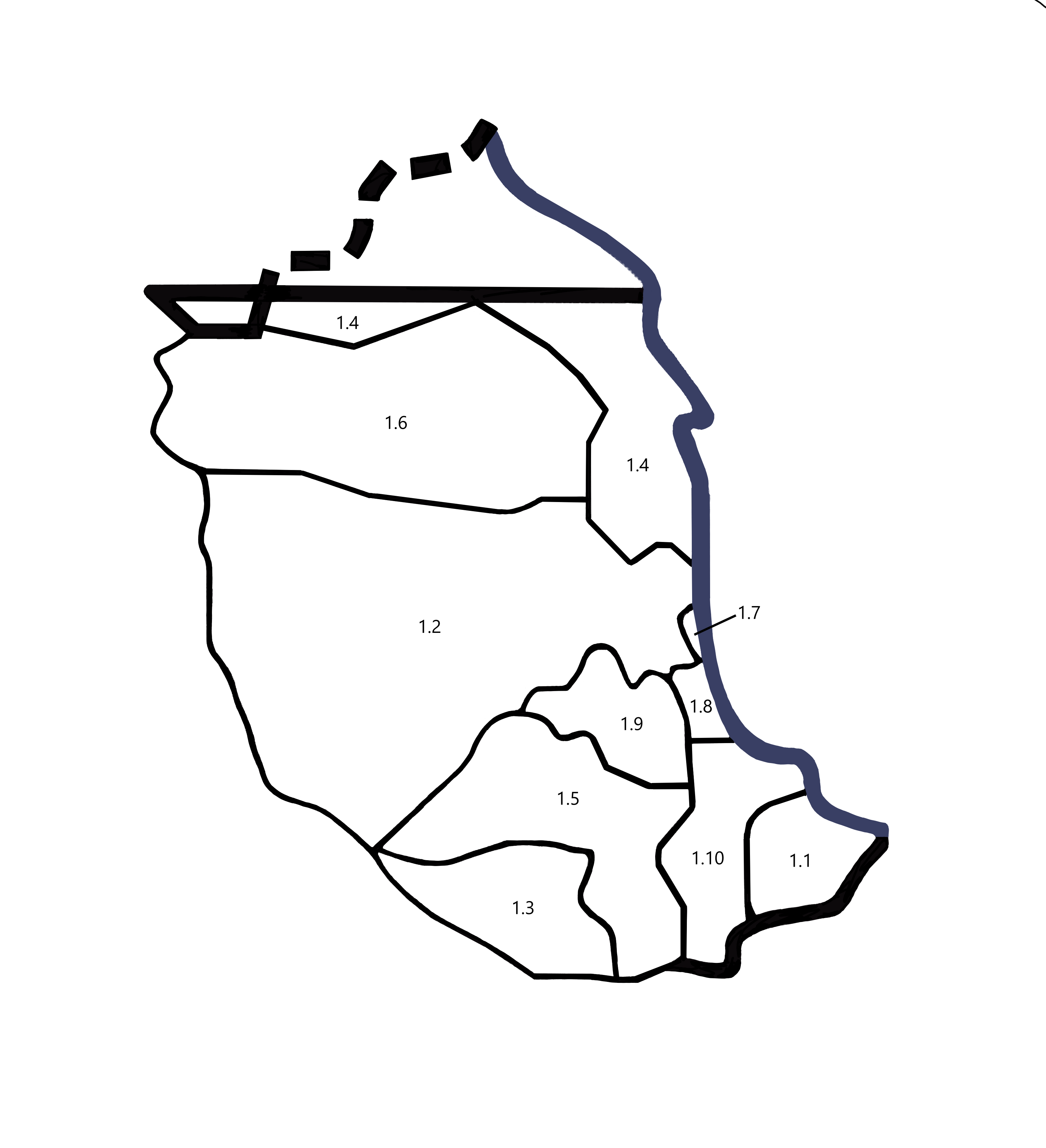
جبيت 1,7

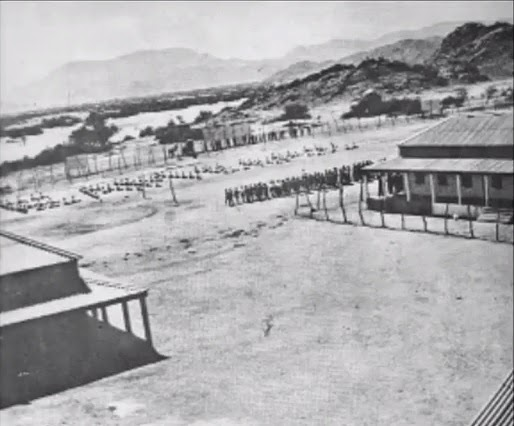
معسكر الاعتقال البريطاني في جيبيت 1944

أدى مرور خط سكك حديد السودان عبر جبيت والذي يربط العاصمة الخرطوم بالميناء في بورتسودان واختيارها مقراً لإدارة الخط التي تشرف على سلسلة من المحطات الصغيرة على امتداد الخط، إلى إحداث تطور تنموي للبلدة. كما ساهم في نشأتها وتطورها أيضا إنشاء معهدين للجيش في جنوبها وشمالها وما تتبع لهما من ثكنات ومكاتب وغيرها من المرافق العسكرية والمباني التاريخية التي يعود تاريخ تشييدها إلى الحقبة الإستعمارية. بالإضافة إلى المدرسة الصناعية التي تم نقلها من مدينة عطبرة إليها في عام 1947 م والتي كانت تستوعب أعداداً من الطلاب من جميع أنحاء السودان.
و تحتضن جبيت المشروع التدريبي لقوات الاحتياط لدول شرق إفريقيا، الإيسف (باللغة الإنجليزية Eastern Africa Standby Force – EASF)، الذي تشارك فيه دول المنظمة العسكرية الإفريقية وهي جيبوتي، وإثيوبيا، والسودان، والصومال، وكينيا، وأوغندا، وبورندي، ورواندا، وجزر القمر وسيشل، حيث تم تدريب حوالي 1200 جندي من دول شرق إفريقيا في البلدة.

## جبيت المعادن
بعد اكتشاف المعادن في المنطقة زاد الاهتمام بالبلدة حيث يوجد منجم للذهب في جبيت المعادن تم افتتاحه عام 1980 م، وبدأ إنتاجه التجاري في عام 1987 م، إلا أن العمل فيه توقف في عام 1990 م. 

## جبيت في الشعر السوداني
كتب عنها الشاعر السوداني يوسف مصطفى التني قصيدة قال فيها:
صحت الطبيعة فانتبه ما بال عينيك ناعسة 
هذه جبيت وقد بدت في فتنة متجانسة 
وهنا الأراك وعنده قصص الغرام الدارسة
وهناك أسراب الغمام على الرواسي جائسة
وخط الضباب نواصيا منها فبانت عابسة
كالمقلة الوضفاء بالدمع الحبيس محابسة
وطلائع الفجر الجديد تتابعت متنافسة
جفت الطيور وكورها وغصونها المتمايسة

## الطوبوغرافياوالمناخ
تضاريسياً: يمكن تقسيم المنطقة إلى
- الجزء الجبلي العلوي حيث تركيبة البراكين الفوقية والمتوسطة وصخور الغرانيت ومن جبالها جبل المقرسم
- منطقة الخيران والوديان حيث يجري خور أربعات وخور جبيت
- دلتا خور أربات حيث تُمارس الزراعة من قبل السكان المحليين
- السهل الغريني الممتد نحو البحر الأحمر

مناخياً:
يسود جبيت مناخ المنطقة الساحلية للبحر الأحمر ومنطقة شمال السودان القاحلة وشبه القاحلة. وتبلغ أقصى درجة حرارة حوالي 40 درجة مئوية (104 فهرنهايت) خلال شهري يونيو / حزيران ويوليو / تموز وأغسطس / آب، بينما تكون درجة الحرارة الدنيا حوالي 26 (78.8 فهرنهايت) درجة مئوية خلال يناير / كانون الثاني وفبراير /شباط. وعادة تهب في المنطقة عواصف ممطرة في الصيف والشتاء. تبدأ أمطار الصيف من يوليو / تموز وتنتهي في أكتوبر / تشرين الأول، بينما الشتاء تسوده الأمطار خلال الفترة من ديسمبر / كانون الأول إلى فبراير / شباط.

## المسافة بين جبيت وبعض مدن السودان
| الجهة        | المسافة بالكبلومتر | المسافةى بالميل |
| ------------ | ------------------ | --------------- |
| بورتسودان    | 180                | 112             |
| سنكات        | 251                | 155             |
| طوكر         | 327                | 203             |
| كسلا         | 623                | 387             |
| حلفا الجديدة | 643                | 399             |
| القضارف      | 787                | 489             |
| خشم القربة   | 679                | 422             |
| بربر         | 417                | 259             |
| الدمازين     | 1054               | 649             |
| الأبيض       | 1054               | 649             |
| الفاشر       | 1427               | 886             |